# Iaroslav I cel Înțelept
Iaroslav I cel Înțelept (n. 978 d.Hr., Kiev, Rusia Kieveană – d. 20 februarie 1054, Vîșhorod, Regiunea Kiev, Ucraina) (în limbile slavice estice: Ярослав Мудрый ; nume creștin: Gheorghe; în nordica veche: Jarizleif) a domnit de trei ori ca Mare Cneaz al Novgorodului și Kievului, unind temporar cele două principate. În timpul îndelungatei sale stăpâniri Rusia Kieveană a atins apogeul înfloririi culturale și al puterii militare. În anul 2016 a fost canonizat de Sinodul Bisericii Ortodoxe Ruse cu data de prăznuire 20 februarie/4 martie.

## Drumul spre tron
Nu se cunosc prea multe despre primii ani de viață ai lui Iaroslav. Era doar unul din numeroșii fii ai lui Vladimir cel Mare. Una dintre ipoteze este că ar fi fost al doilea copil al cneazului cu Rogneda de Polotsk. Vârsta lui însă, conform Cronicii Primare coroborată și cu examenul scheletului din 1930 îl arată a fi printre ultimii copii ai lui Vladimir. O altă posibilitate este o legătură extra-conjugală a lui Vladimir, după divorțul de Rogneda și căsătoria cu Anna Porfirogeneta. Iaroslav apare în saga-urile nordice sub numele de Jarisleif cel Șchiop, handicapul său, probabil datorat unei răni de săgeată, a fost confirmat de examinarea rămășițelor.
În tinerețe, Iaroslav a fost trimis de tatăl său să guverneze ținuturile din nord, la Rostov dar a fost transferat în 1010 la Novgorod, după cum se cuvenea unui urmaș potențial la tron. În timpul aceste guvernări a fondat orașul Iaroslavl (literalmente Al lui Iaroslav) pe Volgvechea. Relațiile cu tatăl său au devenit însă încordate lucrurile degenerând mai ales când Vladimir l-a numit urmaș pe un fiu mai tânăr - Boris. In 1014 Iaroslav refuzat să mai plătească tribut Kievului și numai moartea lui Vladimir a amânat războiul.
A urmat un conflict sângeros pentru succesiunea la tronul Kievului. Iaroslav a ridicat armele împotriva lui Sviatopolk ce reușise să ia domnia după moartea lui Vladimir și beneficia de sprijinul militar al socrului său Ducele Poloniei Boleslav I. Alți frați - (Svyatoslav, Boris și Gleb) - au fost asasinați în această perioadă. Cronica Primară îl acuză pe cneazul Sviatopolk de plănuirea asasinatelor în timp ce Saga despre Eymund este de regulă interpretată ca o povestire a uciderii lui Boris de către varegii aflați în serviciul lui Iaroslav.
Iaroslav a repurtat o victorie asupra lui Sviatopolk în prima lor bătălie din 1016 și Sviatopolk a fost nevoit sa fugă în Polonia. Cu trupe noi furnizate de socrul său Boleslav, Sviatopolk a recucerit Kievul și l-a împins pe Iaroslav înapoi în Novgorod. În 1019, victoria decisivă și râvnitul tron al Kievului i-au revenit lui Iaroslav. Una dintre primele sale acțiuni ca Mare Cneaz a fost răsplatirea locuitorilor Novgorodului care îl slujiseră cu atâta credință. Le-a acordat acestora numeroase libertăți și privilegii care au constituit baza Republicii Novgorodului. Iaroslav a fost dintre principii Kievului unul dintre cei mai iubiți la Novgorod, și o piață unde se întâlnea sfatul cetății (numit vece) a fost numită în memoria lui. Tot atunci se pare că a dat și primul cod de legi al slavilor răsăriteni intitulat dreptatea lui Iaroslav sau Pravila rusă.

## Domnia
Dincolo de legitimitatea pretențiilor lui Iaroslav la tronul Kievului și de posibila sa implicare în uciderea propriilor săi frați, dincolo chiar de incontestabilul tratament pe care i l-a rezervat unui alt frate, Sudislav, aruncat pe viață în închisoare, Cronica lui Nestor, precum și istoricii ruși de mai târziu îl văd pe acesta ca un model de virtute și îl supranumesc cel Înțelept.
Domnia lui Iaroslav a primit o lovitură în 1024 când Mâstislav, și el fiu al cneazului Vladimir, care stăpânea o regiune întinsă de-a lungul Caucazului de nord și al Mării Negre l-a atacat și a ieșit victorios. Iaroslav a fost nevoit sa accepte un partaj al Rusiei Kieveane, Mâstislav luând în stăpânire ținuturile de pe malul stâng al Niprului ce aveau capitala la Cernigiv. Mâstislav a domnit în Cernicov până la moartea sa în 1036.
În ceea ce privește politica externă, Iaroslav se baza foarte mult pe alianțele sale scandinave încercând totodata să slăbească influența bizantină în Kiev. În 1030 a recucerit de la polonezi Ruthenia cea roșie, dar ulterior a încheiat o alianță regele Cazimir I al Poloniei, cu care de altfel și-a și căsătorit sora, Maria. În același an a construit o cetatea Yuriev, se pare după distrugerea în urma unui raid a unei fortărețe estoniene contruită anterior pe același loc. Regiunea înconjurătoare, Ugaunia i-a devenit tributară. 
În 1043 Iaroslav a pus în aplicare un atac naval asupra orașului Constantinopole sub conducerea fiului său Vladimir și al generalului Vișata. Deși învins, Iaroslav a reușit să negocieze un tratat foarte favorabil la sfârșitul conflictului precum și să-i asigure o prestigioasă partidă fiul său Vsevolod cu fiica împăratului. Se pare că a reușit să obțină condiții de pace atât de favorabile în urma cuceririi unei poziții bizantine strategice din Crimeea, cetatea Chersones.
Pentru a-și apăra statul de pecenegi și alte triburi nomade care îi amenințau hotarele sudice, Iaroslav a construit o serie de fortificații, la Yuriev, Boguslav, Kanev, Korsun, și Pereiaslav. În 1036 a repurtat o victorie decisivă împotriva pecenegilor care după aceea nu au mai reprezentat niciodată niciodată un pericol pentru Kiev. În amintirea acestei victorii a ctitorit Catedrala Sfânta Sofia în 1037. Alte monumente celebre ale domniei sale, cum ar fi Porțile de Aur ale Kievului nu s-au păstrat.
Iaroslav a încurajat scrisul și cultura. În 1051 călugărul rus Ilarion din Kiev a fost proclamat mitropolit al Kievului, punând capăt tradiției bizantine de a așeza numai greci în scaunele episcopale. Discursul lui Ilarion despre Iaroslav și despre tatăl său Vladimir este de multe ori citat ca prima operă a literaturii ruse vechi.

## Familia și posteritatea
În 1019 Iaroslav s-a căstorit cu Ingegerd Olofsdotter, fiica regelui Suediei, și i-a dat Ladoga ca dar de nuntă. Există indicii destul de credibile cum ca mai înainte ar fi fost căsătorit cu o femeie numită Ana, a cărei obârșie e disputată.
În Catedrala Sfânta Sofia din Kiev se poate admira și astăzi o frescă reprezentând întreaga familie cnezială: Iaroslav, Irina (cum era numită Ingigerd în Kiev), cele cinci fiice și cinci fii. Trei dintre fiicele lui Iaroslav s-au căsătorit cu prinți exilați care ajunseseră la curtea din Kiev: Elisabeta cu Harald al III-lea al Norvegiei (care i-a câștigat mâna în urma faptelor de arme din Imperiul Bizantin); Anastasia cu viitorul Andrei I al Ungariei, și fiica cea mica Ana de Kiev cu Henric I al Franței. Ana a și fost regentă a Franței pe durata minoratului fiului ei. Altă fiică a lui Iaroslav ar putea fi și Agatha măritată cu Edward Exilatul, moștenitorul tronului Angliei, și care a fost mama regelui Edgar Ætheling și a Sfintei Margareta a Scoției.
Iaroslav a avut un fiu din prima sa căsătorie (Ilia pe numele creștin), și 6 fii din a doua căsătorie. Cunoscând foarte bine pericolul conflictelor fratricide, și-a educat urmașii să trăiască în pace între ei. Cel mai în vârstă dintre ultimii 6, Vladimir al Novgorodului, ctitor al catedralei Sfânta Sofia din Novgorod, a murit înaintea lui Iaroslav. Alți trei fii—Iziaslav, Sviatoslav, și Vsevolod—au domnit unul după altul în Kiev. Copiii cei mai tineri au fost Igor al Voliniei și Viaceslav de Smolensk.

## Vezi și
- Mieszko al II-lea Lambert

## Legături externe
- Enciclopedia Ucrainei
- Genealogia lui Iaroslav I Arhivat în 3 aprilie 2009, la Wayback Machine.